# Realismo esistenziale
Il realismo esistenziale è stato un movimento artistico attivo a Milano nella seconda metà degli anni cinquanta e all'inizio del decennio successivo.

## Storia
Si trattava di un gruppo di giovani artisti usciti dalla scuola di pittura di Aldo Carpi e Francesco Messina all'Accademia di Brera: il nucleo originario era costituito da Mino Ceretti, Giuseppe Guerreschi e Bepi Romagnoni. 
I tre erano abituali frequentatori della biblioteca del Castello Sforzesco e avevano esposto insieme in tre mostre a Milano (Galleria San Fedele), Roma (Galleria Alibert) e Venezia (Galleria del Cavallino) nel 1956; in occasione della prima delle tre esposizioni, Giorgio Kaisserlian parlò nel catalogo di «realismo fenomenico», mentre fu Marco Valsecchi, in una recensione all'evento milanese sulle colonne de Il Giorno, a parlare per la prima volta di «realismo esistenziale». 

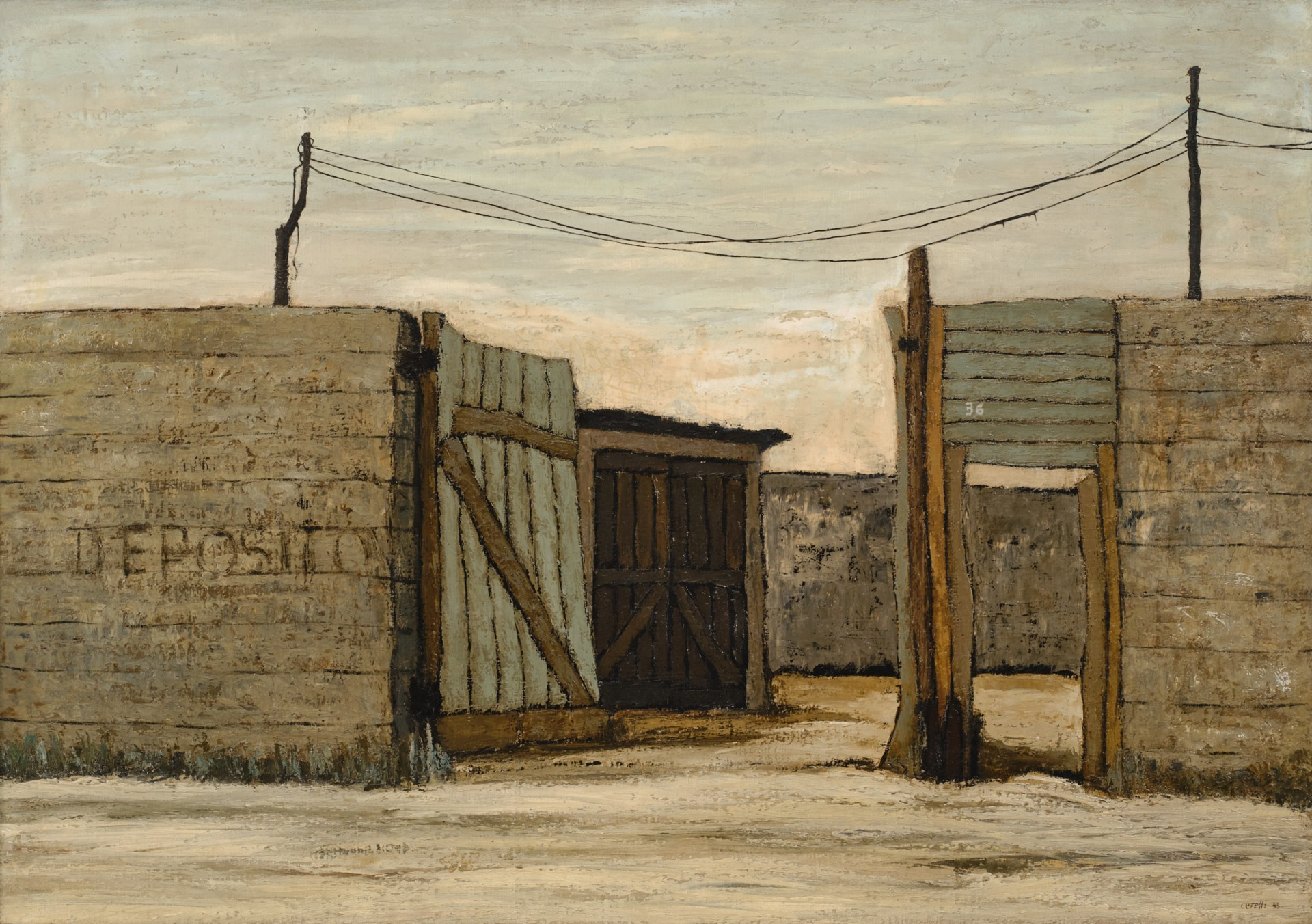
Mino Ceretti, 1955

Del gruppo entrarono a far parte anche Tino Vaglieri (marxista, che si defilò all'ultimo minuto dalle tre esposizioni del '56 a causa di quella che riteneva fosse un'impronta cristiana del movimento), Giuseppe Banchieri e Gianfranco Ferroni. A questi si aggiunse lo scultore Floriano Bodini, particolarmente legato a Guerreschi. 

Nella seconda metà degli anni cinquanta, si possono includere alla corrente anche Mario Bardi, Rodolfo Aricò, Giorgio Bellandi, Dimitri Plescan, Pietro Bisio, Liberio Reggiani, Giancarlo Cazzaniga, Giuseppe Martinelli, Sandro Luporini, Giuseppe Giannini, Giulio Scapaticci, Adolfo Borgognoni e molti altri ancora vengono inclusi nelle retrospettive, in particolare quella alla Permanente di Milano del 1991 dove compaiono fra gli altri Leonardo Cremonini, Renzo Vespignani, Piero Leddi. 
Questi artisti non si costituirono mai come gruppo organizzato, ma rimasero al contrario uniti da senso di appartenenza a una semplice corrente artistica e di pensiero raggruppata successivamente in alcune esposizioni collettive, cui peraltro alcuni si opposero in polemica. 
Col tempo gli studiosi hanno ritenuto di circoscrivere ai soli Ceretti, Guerreschi, Romagnoni, Vaglieri Banchieri, Giulio Scapaticci, Ferroni e Bodini, ossia quelli che più degli altri tengono fede ai principi estetici e sociali, l'ambito del Realismo esistenziale, collocandolo storicamente fra il 1954 - anno del diploma accademico di Guerreschi e il 1964, quando Romagnoni muore prematuramente: «Nel 1964, mentre alla Biennale di Venezia i protagonisti della Pop Art americana fanno il loro rumoroso arrembaggio, cambiando le sorti di molti artisti europei, e la morte di Giorgio Morandi chiude come metafora l’era di una pittura dell’intimità, Bodini firma una scultura dal sapore soteriologico, Feto, entrando nelle viscere della maternità e strappando come l’ecografia l’anticipazione di una vita in fieri. Emblematicamente, questa nascita, questo inizio di esperienza esistenziale, viene alla luce nello stesso anno in cui Romagnoni defunge nell’incidente occorso durante una sessione di pesca subacquea al largo della Sardegna il 19 luglio. Come Bodini diventa testimone e sigillo dell’avvento del feto, Ceretti suo malgrado è testimone e sigillo dei drammatici attimi della morte dell’amico fraterno. Quel giorno non soltanto scompare uno dei più importanti protagonisti del Realismo esistenziale, ma finisce anche un’epoca in cui il travaglio del mondo è il travaglio della persona e viceversa. Iniziata sui banchi di Brera, la vicenda di questi sette protagonisti non ha mai concesso nulla agli schemi della classe intellettuale, anzi ha dimostrato che non serve una struttura teorica, un manifesto arzigogolato, per raggiungere lo scopo di significarsi e significare la realtà. L’arte rimane, ed è giusto lo sia, una parabola di individui soli che, non accettando la propria solitudine, cominciano a raccontare una storia. E questa storia è di tutti e per tutti». 
Il fondamento del movimento era originariamente la ricerca di un'alternativa sia all'informale sia all'esistenzialismo più dolente e politicizzato che aveva preso piede sull'onda emotiva dei disastri causati dalla seconda guerra mondiale. 
Il retroterra culturale è invece da ricercare nelle letture di Sartre, Camus e Kierkegaard, oltre che di periodici e riviste di quegli anni. 

Ideologicamente, gli artisti erano accomunati dal rifiuto degli autoritarismi e dei conformismi sociali e politici, in un'ottica complessivamente di sinistra. Eventi di storia internazionale, entrambi del 1956, che influenzarono la sensibilità della cultura di sinistra e quindi degli aderenti al gruppo, furono il «rapporto Kruscev» nel XX Congresso del PCUS e la rivoluzione ungherese. 
Sul piano artistico invece, una notevole scossa fu quella generata dall'opera di Ben Shan, di Wols, Bernard Buffet, dell'art autre teorizzata da Michel Tapié. Solo più tardi Bacon, a partire dal 1964 con la sala personale alla Biennale di Venezia, affascinerà in particolare Vaglieri, come dimostrano i suoi quadri a partire da quella data, aprendo una nuova fase della sua ricerca difficilmente ascrivibile al Realismo esistenziale.

## Tematiche
La ricerca pittorica dei realisti esistenziali portava al centro del dipinto la raffigurazione del soggetto come elemento di indagine dell'esistenza. La realtà veniva interrogata e il soggetto veniva elevato a momento e occasione di partecipazione al dramma umano, come sottolineato da Romagnoni. Peculiare l'apporto dato al movimento da Floriano Bodini: le sue sculture rappresentavano in quegli anni figure umane dalla superficie corrosa e combusta.

## Esposizioni
Oltre alle prime esposizioni del nucleo originario di realisti esistenziali, al movimento sono state dedicate diverse retrospettive nei decenni successivi. Alla Galleria San Fedele di Milano si è tenuta nel 1981 la mostra Dal realismo esistenziale al nuovo racconto, curata da Giorgio Mascherpa; sempre Mascherpa, insieme a Mario De Micheli, Giorgio Seveso e Mauro Corradini, ha curato nel 1991 l'esposizione Realismo esistenziale. Momenti di una vicenda dell'arte italiana 1955-1965, allestita nel Palazzo della Permanente e con catalogo edito da Mazzotta. Nel 1997 si è tenuta nella Civica Galleria d'Arte moderna di Gallarate la retrospettiva Guerreschi e il Realismo esistenziale. Gli anni Cinquanta/Sessanta, curata ancora da Mario De Micheli e Fabrizia Buzio Negri. Alla Galleria Marieschi di Monza è invece stata allestita nel 1997-98 la mostra Milano 1956-1966. Dal Realismo al Realismo esistenziale, a cura di Enzo Fabiani e Claudio Malberti in cui il Realismo esistenziale è introdotto dal lavoro di Franco Francese, mentre nel 2005 si è tenuta al Museo Bodini di Gemonio la più ampia e attenta retrospettiva, dove Flavio Arensi compie una prima sistematizzazione del gruppo Realismo esistenziale 1954-1964.